# Понсе де Леон, Родриго

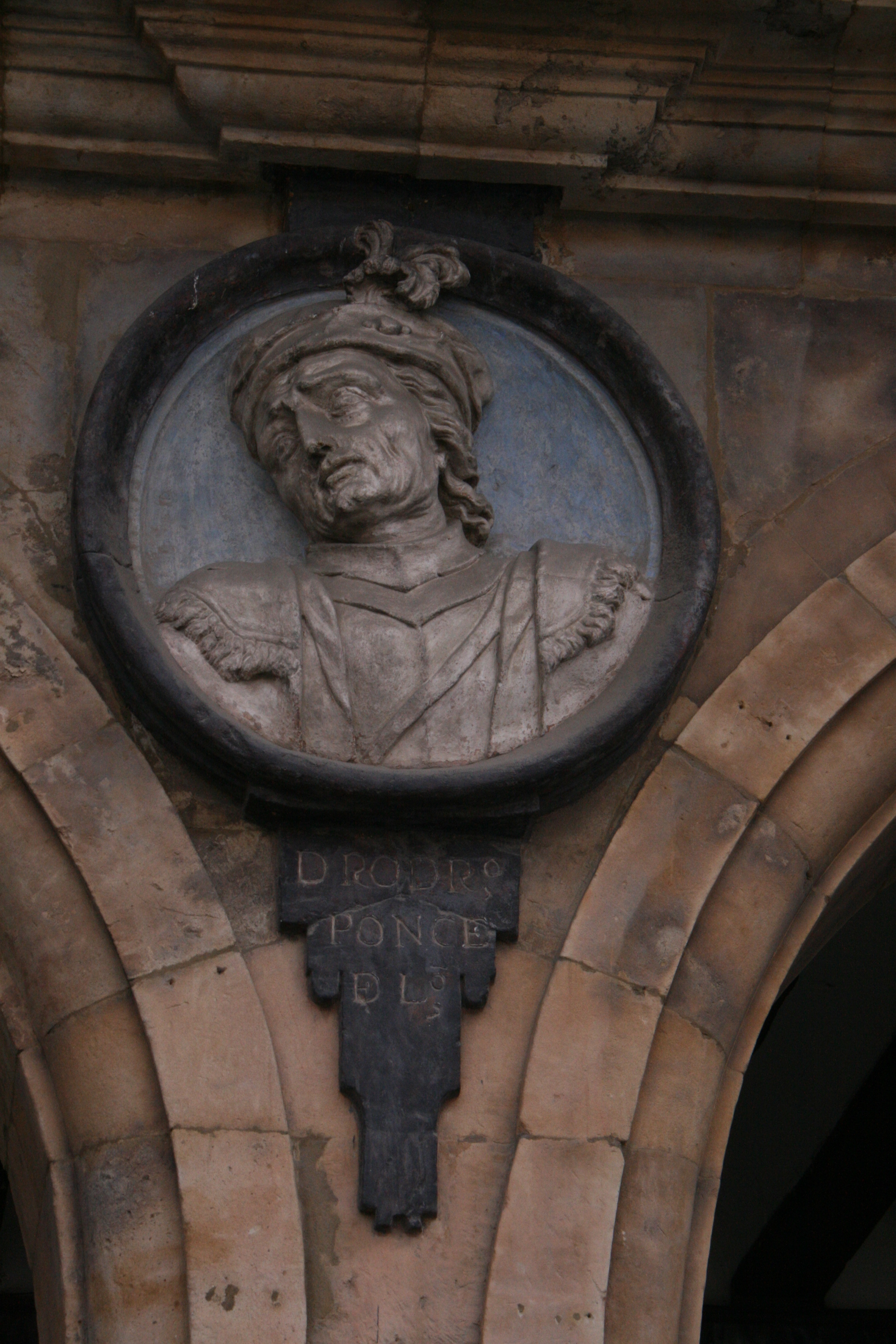
Медальон с изображением герцога Кадисского на главной площади Саламанки

Родри́го По́нсе де Лео́н (исп. Rodrigo Ponce de León; 1443, Аркос-де-ла-Фронтера — 28 августа 1492, Севилья) — один из главных полководцев Гранадской войны, которую католические короли вели против последних Насридов. В 1484 г. пожалован титулом герцога Кадисского. От его узаконенной дочери происходят герцоги Аркос.
Сын маркиза де Кадис Хуана Понсе де Леона от связи с Элеанорой Нунес дель Прадо. Отец не чаял души в этом бастарде, узаконил его и добился передачи ему своих титулов и владений. Уже в 17 лет Родриго поразил испанский двор доблестью, проявленной в сражении при Мадроньо.
После того как маркиз де Вильена выдал за него свою дочь, Понсе де Леон становится одним из его неизменных сторонников. В войне за кастильское наследство он вслед за Вильеной поддержал Бельтранеху, но после коронации Изабеллы Католички поспешил присягнуть ей на верность.
В 1482 г., услышав о слабости гарнизона мавританской крепости Альхама, осуществил её захват. Под Лусеной пленил последнего мавританского правителя Боабдиля. В 1483 г. принимал участие в неудачном походе Алонсо де Карденаса на Малагу. В апреле 1487 спас жизнь короля Фердинанда при Велесе.
При завоевании Гранадского эмирата герцог Кадиса потерял нескольких братьев и племянников. Он принимал участие в последних операциях Реконкисты — взятии Малаги, Гранады и Басы. Умер через несколько месяцев после окончания войны, по случаю чего при дворе был объявлен траур.
Знаменитый полководец завещал свои огромные земельные наделы в Андалусии вместе со всеми титулами внебрачной дочери Франсиске и её мужу, маркизу де Сахара из младшей линии рода Понсе де Леонов. Католические монархи согласились признать их наследниками при условии, что приморский Кадис будет возвращён в королевский домен в обмен на расположенный неподалёку замок Аркос.

## Источник
- Статья в английской энциклопедии 1840 года